# 조폭 마누라
조폭 마누라(My Wife Is Gangster)는 조진규 감독, 신은경 주연의 2001년작 액션 영화이다.

## 출연진
- 신은경 - 차은진 역
- 박상면 - 강수일 역
- 안재모 - 빠다 역
- 김인권 - 빤스 역
- 장세진 - 백상어 역
- 심원철 - 마징가 역
- 연정훈 - 효민 역
- 최은주 - 세리 역
- 명계남 - 은진 보스 역
- 김인문 - 어묵 아저씨 역
- 남정희 - 어묵 아줌마 역
- 신신애 - 뚜쟁이 역
- 고도희 - 어린 은진
- 고주연 - 어린 유진
- 최민수 - 엔딩 칼잡이 대결남(특별출연)
- 이응경 - 차은진의 언니 차유진 역
- 이미숙 - 고아원 여인 역
- 안석환 - 결혼식 주례사 역